# State of Jefferson

1941 och 2016 års föreslagna delstatsgränser.

State of Jefferson är ett förslag till en delstat i USA. Den har varit tänkt att placera sig mellan landsbygdsområdena i södra Oregon och norra Kalifornien. Flera försök att utropa en republik, en stat fri från Oregon respektive Kalifornien, har gjorts utan att lyckas. Detta har skett under 1800-, 1900- och 2000-talen. 
Regionen omfattar det mesta av norra Kaliforniens territorium. Däremot ingår inte storstadsregionerna San Francisco eller Bay Area; dessa områden står för majoriteten av norra Kaliforniens befolkning.
I förslaget från 1941 utsågs Yreka i Kalifornien till provisorisk huvudstad. Port Orford i Oregon har också föreslagits. I orten var en av statsbildarrörelsens främsta ledare Gilbert Gable borgmästare.

## Historia

### 1800-talet – guldrush och självständighetsdrömmar
Historien om delstaten Jefferson har sin början på 1800-talet, närmare bestämt år 1851. Då upptäcktes guld vid Klamath River Basin i nordvästra Kalifornien, vilket förlängde Kaliforniens guldrush längre norrut och in i Rogue River Valley i södra Oregon. Detta ledde till den första stora tillströmningen av vita bosättare i området, vilket orsakade konflikter med lokala infödda befolkningar som så småningom kulminerade i Rogue River-kriget åren 1855–1856.
Tillströmningen av amerikanska bosättare, i kombination med den rikedom de kunde samla på sig från naturresurserna i regionen, ledde till politiska ambitioner. Det grundades på 1850-talet flera politiska rörelser ville skilja denna region från resten av Kalifornien och Oregon.
En del lokala politiker föreslog en oberoende delstat som skulle heta State of Shasta och tog 1852 frågan till Kaliforniens lagstiftande församling, men lagförslaget nådde inte fram till votering. Idén om Shasta återupplivades igen 1855, och ett antal andra resultatlösa förslag till en självständig stat i regionen föreslogs under hela decenniet. Ett av exemplen var State of Klamath 1853.
Nybyggarna i regionen ansåg att de skilde sig från resten av Kalifornien och Oregon, både kulturellt och ekonomiskt. De menade att på grund av det stora avståndet till huvudstäderna i Kalifornien och Oregon (Sacramento respektive Salem), skulle deras behov bättre tillgodoses på lokal och federal nivå.
År 1860 antog USA:s kongress en lagstiftning som skulle tillåta regionen att rösta om de ville vara oberoende från Kalifornien och Oregon. Det amerikanska inbördeskriget avbröt dock denna process och stoppade självständighetsrörelserna under resten av 1800-talet.

### 1941 – Gilbert Gables kamp för egen stat
I oktober 1941 aktiverade sig borgmästaren i i Port Orford, Oregon, Gilbert Gable (1886–1941), runt ett nytt delstatsprojekt. Han menade att Oregon-countyna Curry, Josephine, Jackson och Klamath borde gå samman med Kaliforniens countyn Del Norte, Siskiyou och Modoc för att bilda en ny stat, vid namn Jefferson. Han motiverade detta med att dessa landsbygdsområden var underrepresenterade i delstatsregeringen, vilken tenderade att tillgodose behoven i de folkrika områdena i större utsträckning än landsbygden.
Gable fick i sin aktivism sällskap av Siskiyou Countys senator Randolph Collier. Då föreslogs Yreka, en liten stad mellan Mount Shasta och gränsen till Oregon, som huvudstad. En kommission undersökte möjligheten till utträde, och Grapes anhängare utarbetade en självständighetsförklaring och rörelsens flagga.
Det valda delstatsnamnet fastslogs efter att handelskammaren i Yreka velat ha Mittelwestcoastia till namn på den föreslagna delstaten. Man antar att den föreslagna staten är uppkallad efter Thomas Jefferson, som 1803 sponsrade Lewis och Clarks expedition till det nordvästra USA vid Stilla havet. Historiker samt lokalbefolkningen hänvisar till Jeffersons roll som huvudförfattare av USA:s självständighetsförklaring som ursprung till namnet. Självständighetsförklaringen innehåller raden “regeringar inrättas bland människor och härleder sin rättmätiga makt från de styrdas samtycke”, som bevis på ett sammanbrott av det sociala kontraktet mellan delstatsregeringarna och regionens befolkning. Det har även påpekats att namnet kan vara en blinkning till Konfederationens president Jefferson Davis.

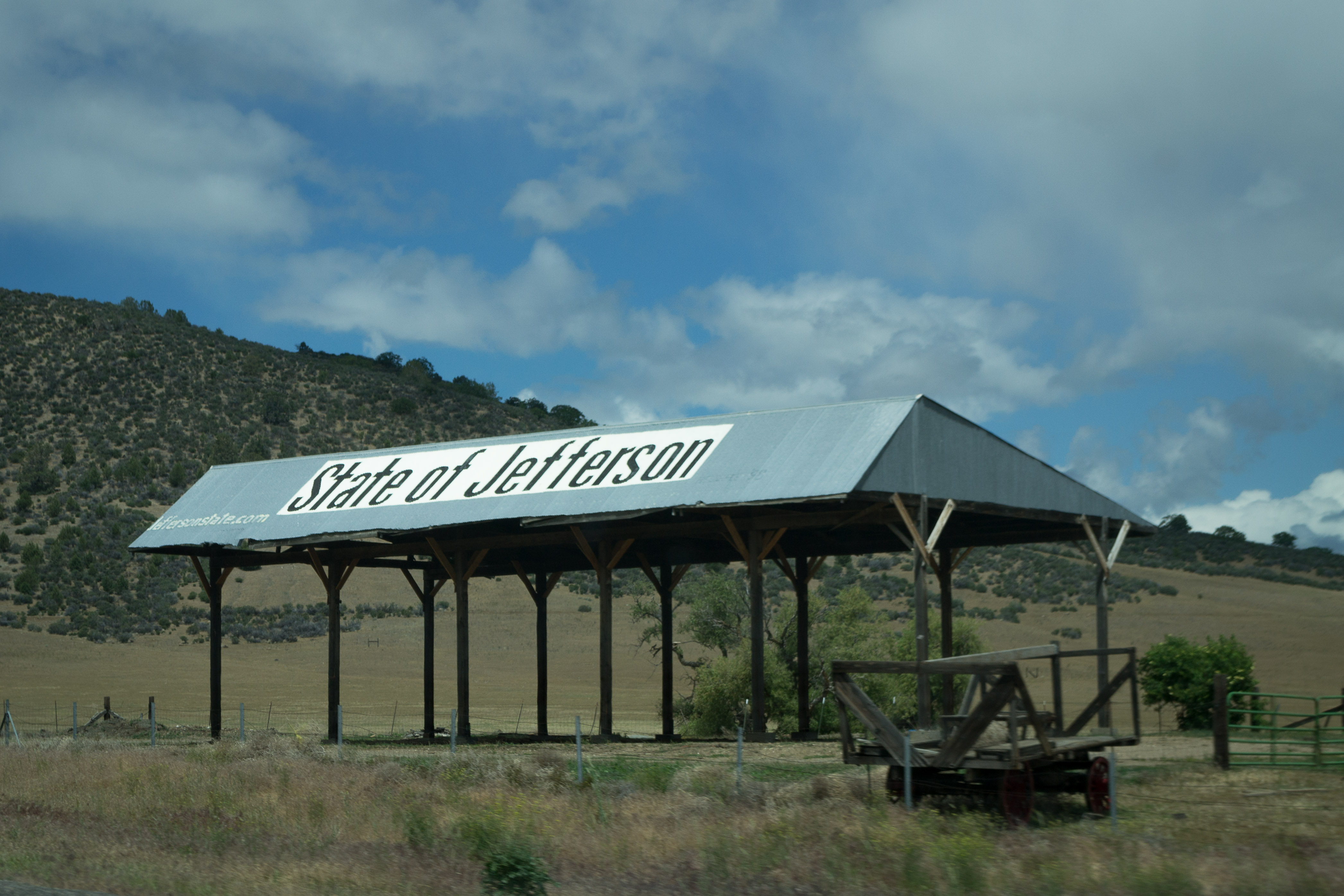
En paviljong nära Yreka i Kalifornien.

Den 27 november 1941 bevakade San Francisco Chronicle-reportern Stanton Delaplane en grupp unga män som viftade med gevär och pistoler och hindrade trafiken på US Route 99 i Siskiyou County söder om Yreka. De delade ut flygblad med en självständighetsproklamation. Männen tänkte till och med hindra en kalifornisk polisman som sa åt dem att vända tillbaka.
Några dagar senare planerade Gable och Delaplane en stor reklamkampanj efter en natt med ymnigt intag av alkohol. Gable dog av en hjärtattack nästa dag, den 2 december. Det är oklart om det hårda festandet tog hans liv. Gable blev 55 år.
Gables anhängare utsåg den 4 december 1941 den lokala domaren John Childs till statens guvernör. Men i och med Gables bortgång saknade rörelsen en naturlig ledare, och aktivismen avtog snabbt. Efter USA:s inträde i andra världskriget försvann några dagar senare dog denna secessioniströrelse ut helt.

### Sent 1900-tal
1989 bytte KSOR, en National Public Radio-anknuten station baserad vid Southern Oregon University i Ashland, sig till Jefferson Public Radio. Det hade under 1980-talet byggts upp ett stort nätverk av lågeffektsändare. När KSOR sedan började bygga stationer med full effekt såg man att täckningsområdet var i samma område som den tilltänkta delstaten Jefferson. Man ansåg därför att Jefferson Public Radio var ett passande namn, när man väl bestämt sig för att omprofilera.
1992 ställde Kaliforniens delstatsparlamentarikern Stan Statham från till 31 olika countyn om delstaten skulle delas i två. Alla de föreslagna Jefferson-länen röstade för splittringen, förutom Humboldt County som inte hade frågan uppe på valsedeln. Baserat på dessa resultat försökte Statham göra detta till lag i Kalifornien, i ett försök att splittra delstaten, men lagförslaget avslogs i parlamanentet – precis som 1852.
I slutet av 1990-talet drevs frågan av en grupp som hette State of Jefferson Citizens Committee, vilken ursprungligen bildats 1941. Två av medlemmarna, Brian Helsaple och Brian Petersen, gjorde en omfattande insamling av underskrifter, inklusive både muntliga och skriftliga redogörelser och relaterat till 1941 års försök till delstatsbygge. År 2000 publicerade de Jefferson Saga, en bok som beskriver bristen på representation i regionen.

### 2000-talet
Mark Baird, ranchägare och före detta sheriffbiträde i Siskiyou County, var 2013 oroad över regionens brist på representation i delstatsregeringen. Han nämnde flitigt en skogspolitik som förhindrade att de flesta av norra Kaliforniens federalt skötta skogar avverkades. Detta hade enligt honom mer eller mindre utplånat regionens ekonomiska bas. Baird hävdade att delstaten Jefferson skulle ge regionen styrka att förhandla med den federala regeringen för att ändra på detta förhållande.
Den 8 maj 2017 lämnade pro-Jefferson-gruppen "Citizens for Fair Representation" in en stämningsansökan mot Kaliforniens utrikesminister Alex Padilla. Enligt stämningen menades att Kaliforniens delstatslag från 1862, vilken begränsar senatorernas antal till högst 40 och antalet i delstatens representanthus till högst 80, skapar en författningsstridig obalans i representation som utesluter det "självstyre" som skyddas av det 14:e tillägget av USA:s författning. 
Det önskade resultatet av att stämma Kalifornien – på grund av bristande representation och utspädning av röster – var bättre representation över hela Kalifornien. Detta var i slutändan tänkt att leda till bildandet av den nya delstaten Jefferson. Målet gick upp till den nionde kretsens appellationsdomstol, där överklagandet slutligen avslogs.
En stor del av "Jefferson-separatisterna" sympatiserar politiskt med Donald Trump, i en omgivning där både Kalifornien och Oregon i stort traditionellt röstar med demokraterna. Det har lett denna delstatsseparatism till att på senare år försöka hänga på ett annat pågående gränsförändringsprojekt i området, nämligen Greater Idaho-rörelsen som försöker ansluta den östra delstatshalvan av Oregon till angränsande Idaho. Området är – i likhet med Jefferson-projektet – glest befolkat, och stora delar av det ligger närmare Idahos delstatshuvudstad Boise än Oregons dito Salem. Fram till sommaren 2023 hade tolv av Oregons countyn genomfört folkomröstningar som lett till en önskan att ansluta till Idaho, där de två delstaternas olika handlingsplaner för att hantera covid-19-pandemin påverkade väljarbeteendet. Östra Oregons större republikanska sympatier, jämfört med en delstatsförsamling styrd av demokrater, har också spelat in.
Liknande politiskt motiverade gränsförändringsförsök har på senare år även aktiverats på andra håll i USA, inklusive i Illinois. Under första halvan av 2020-talet har 33 "landsbygdscountyn" arrangerat rådgivande folkomröstningar för att antingen ansluta till det i öster liggande Indiana, eller att bilda en helt ny delstat. Orsaken till det lokala missnöjet anses vara  höga skattesatser och en annan kultur än storstadsområdet runt Chicago i nordöst. Fram till 2024 har endast två delstater bildats från delstater som redan var del av USA, nämligen Maine (en exklav till Massachusetts) och West Virginia (utbruten ur Virginia under amerikanska inbördeskriget).

## Befolkning och area
Enligt 2020 års folkräkning, om man följde hur Jefferson såg ut enligt 1941 års förslag över delstaten, skulle delstatens befolkning då vara 484 727 invånare. Detta var då mindre än någon annan av USA:s delstater. Ungefär 83 procent av dessa invånare bor i Oregon.
Delstatens landyta skulle då vara 55 295 kvadratkilometer, något mindre än West Virginia. Området var då nästan jämnt fördelat mellan Oregon och Kalifornien, med en befolkningstäthet något större än Idaho.
 

Till detta kan nämnas att senare års Jefferson-rörelse dessutom lägger till dessa countyn: Coos och Douglas och Lake i Oregon, samt Humboldt, Trinity, Shasta, Lassen, Mendocino, Lake, Tehama, Plumas, Glenn, Butte, Colusa, Sierra, Sutter, Yuba, Nevada, Placer, El Dorol, Stanlaus, Amador, Calumneeras, El Dorol, Stan och Mariposa i Kalifornien. Inalles skulle befolkningen då enligt 2020 års folkräkning uppgå till 3 138 324, vilket då gjort den till den 33:e mest folkrika delstaten i USA.

Jeffersons föreslagna delstatsflagga från 1941.

Genom området löper State of Jefferson Scenic Byway, en naturskön landsväg mellan kaliforniska Yreka och O’Brien i Oregon. Vägen sträcker sig 175 km längs State Route 96 och U.S. Forest Service Primary Route 48. Nära gränsen mellan Kalifornien och Oregon finns en utsiktsplats som erbjuder vyer över Klamath River-dalen samt tre informationsskyltar om den tilltänkta delstaten.

## Flagga och vapen
På senare år har separatisterna använt en tilltänkt delstatsflagga med gult och svart på grön botten.
Flaggans fält är i grönt, med i mitten delstaten Jefferns vapen. Denna innehåller en gul cirkel (vilket representerar en vaskpanna för guldvaskning), med orden "The Great Seal of State of Jefferson". Innerst finns två versala svarta X, snett om varandra. De två X:na är kända som "Dubbelkorset" och betecknar de två regionernas "känsla av övergivenhet" av de centrala delstatsregeringarna, i både södra Oregon och norra Kalifornien.
Vaskpannan i flaggans vapen var den första modellen för delstatsvapnet som visats på Siskiyou County Museum i Yreka.